# هاسلبن
هاسلبن (به آلمانی: Haßleben) یک شهر در آلمان است که در زومردا واقع شده‌است. هاسلبن ۱٬۰۵۱ نفر جمعیت دارد.